# Палац Бесядецьких
Пала́ц Бесяде́цьких — пам'ятка архітектури у Львові на площі Галицькій, 10. Єдиний збережений донині палац XVIII ст. садибного типу у Львові. Належить Львівському національному університетові імені Івана Франка.

## Побудова палацу
Дата будівництва палацу наразі не з'ясована. Не віднайдено також первинний проєкт, як і не встановлений його автор. На думку проф. Єжи Ковальчика це могли бути 1740-ві роки. Автор — Бернард Меретин.
Володимир Вуйцик припускав, що датою побудови палацу міг бути 1737 рік. Він виходить з того, що 1734 року майстри мулярського цеху оцінювали якісь старі руїни на Галицькому передмісті, а вже 1737 року комісія з представників магістрату оглядала нововимуруваний палац, зведений на старих фундаментах. Із цього він вважає малоймовірним припущення, що проєкт належав Бернарду Меретину, оскільки той з'явився у Львові лише 1738 року. Натомість припускає, що автором міг бути Ян Гербут — цеховий будівничий. Не викликає однак сумнівів той факт, що незабаром Меретин провадив реконструкцію після пожежі 1745 року. 1756 року палац перебудований за проєктом французького архітектора П'єра Ріко де Тірргея. Вересень-листопад 1780 року — реставрація під керівництвом П'єра Дені Ґібо. У 1830-ті роки — реконструкція скульптором і архітектором Фридериком Баумананом. Зміни торкнулись як екстер'єру так і інтер'єру (Білий зал, Жовтий кабінет та Червоний покій). Палац змінив вигляд, набувши рис ампіру. 1866 року замінено перекриття головної зали архітектором Л. Солецьким. 1885 рік — реставрація під керівництвом архітекторів Яна і Карла Шульців. Зовнішній вигляд був змінений на пишний необароковий. Із західної сторони добудовано триповерховий флігель. У 1933 році проведено ще одну реконструкцію фасаду, тепер вже архітектором Іваном Багенським. Майже одночасно, за проєктом Зигмунта Кендзерського укріплено стіни та інші несучі конструкції, замінено дах. У великій залі встановлено балкон-галерею. Інтерʼєр набув рис ампіру та історичних стилів. Фасад у нинішньому вигляді поєднує риси неокласицизму та ар деко і повністю відповідає проєктові Багенського. Первісному вигляду відповідають лише форми основної брили. Це зокрема три ризаліти фасаду, та кількість осей.

## Загальна характеристика

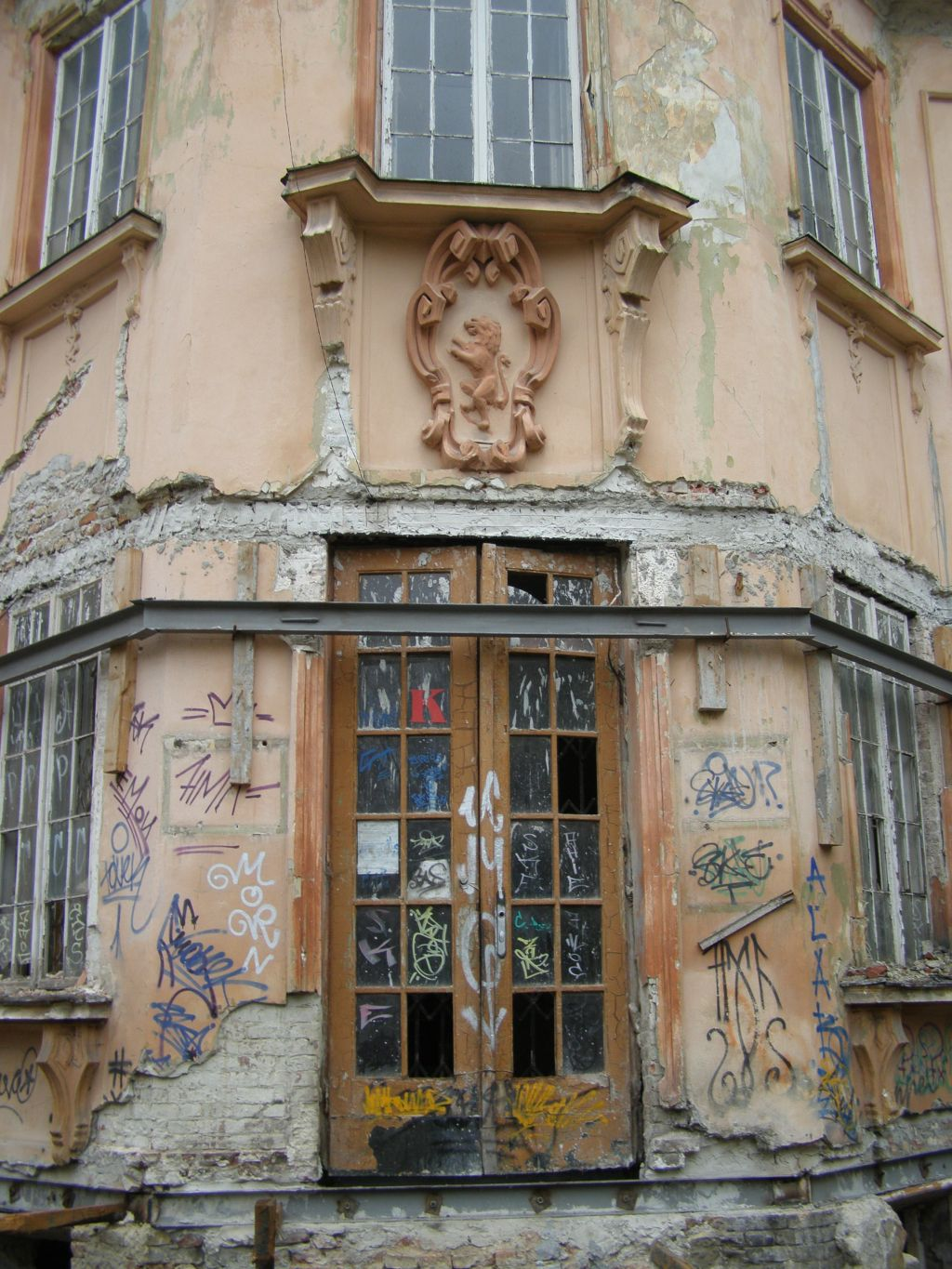
Головний вхід та камʼяний картуш з гербом

Будівля розташована осібно у глибині ділянки, за садом, відділеним від площі камʼяною огорожею з вʼїзною брамою. Мурована з цегли, тинькована, двоповерхова споруда, у плані наближена до прямокутника, з тилу по центру примикає коротке двоповерхове крило. Дах двосхилий черепичний, із люкарнами, що виходять на тильну сторону. На фасаді виступають три ризаліти. Центральний — гранчастий і бічні — прикрашені подвійними пілястрами зі спрощеними капітелями. Вікна в обрамленнях з елементами рокайльного декору. Над головним входом — камʼяний картуш з гербом.
Внутрішнє планування анфіладно-зального типу, частково перероблене у коридорно-секційне. У центральній залі на стінах зберігся ампірний скульптурний фриз, створений під час реконструкції палацу Фридериком Бауманом у 1820-х роках. Автором фризу міг бути сам Бауман, або скульптор Йоган Баптист Шімзер.

## Власники палацу
Першим власником був доктор медицини і райця львівського магістрату Карло Ґарані. Від 16 січня 1758 року перейшов у власність графів Бєльських. Наприкінці XVIII століття у будинку містилося поштове управління. Від 28 травня 1800 року палацом володіє граф Теодор Потоцький, котрий через три роки подарував його своїй дружині Кордулі Потоцькій з Коморовських. Відомо, що Потоцька до 1818 року здавала одне з приміщень палацу львівській православній громаді, котра використовувала його як каплицю. Пізніше ця громада осіла на вулиці Францисканській (нинішня Тараса Бобанича), де й тепер розташована їхня церква святого Георгія. По смерті графині у 1837 році палац успадковано її рідним братом. Певний час частина палацу належала родині Уленецьких. 1939 року до палацу перенесено Львівські контракти, котрі раніше відбувалися у редутовій залі при колишньому монастирі францисканців, що розташовувався на вул. Театральній. 1849 року палац куплений Тадеушем Вишньовецьким, а 1865 року — Леоном Солецьким. Від 26 червня 1884 року палац належав радникові Галицького намісництва Альфредові Бесядецькому. 1888 року палац перейшов у власність міста. 1892 року за палацом, на місці колишнього саду, міська влада збудувала ринок. 1938 року магістрат ухвалив рішення створити у палаці археологічний музей. Реалізувати ці плани завадила друга світова війна. У радянський час палац використовувався як Львівська обласна наукова бібліотека імені Ярослава Галана. Після проголошення незалежності був віднесений до комунального майна обласної адміністрації. Внаслідок аварійного стану та загрози знищення книгозбірні бібліотека була перенесена в інший будинок на проспект Шевченка, 13. Сам будинок рішенням сесії переданий Львівському національному університету імені Івана Франка. Силами та заходами Університету розпочато ремонт, котрий триває донині. Очікується, що по закінченні ремонту у будівлю переїде історичний факультет. 17 жовтня 2008 року набув чинності закон, згідно з яким палац внесено до «Переліку памʼяток культурної спадщини, що не підлягають приватизації».

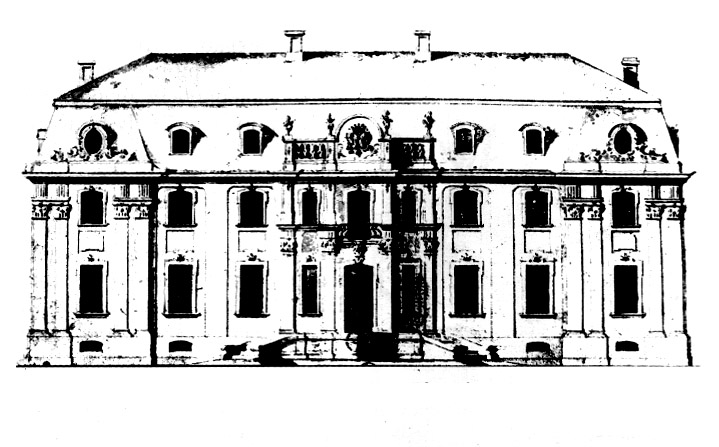
Проєкт фасаду близько 1758 року.
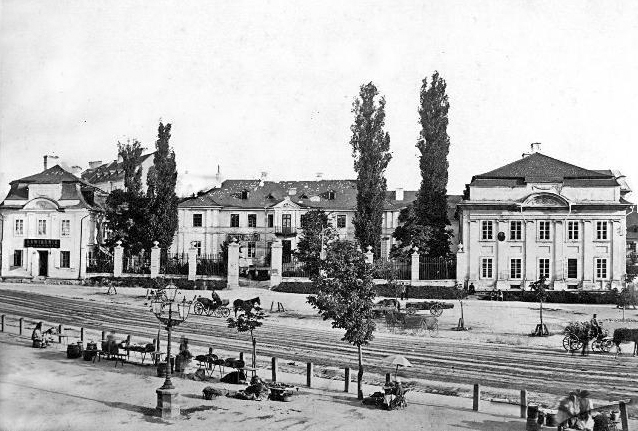
1870-ті роки. Фото Йозефа Едера.
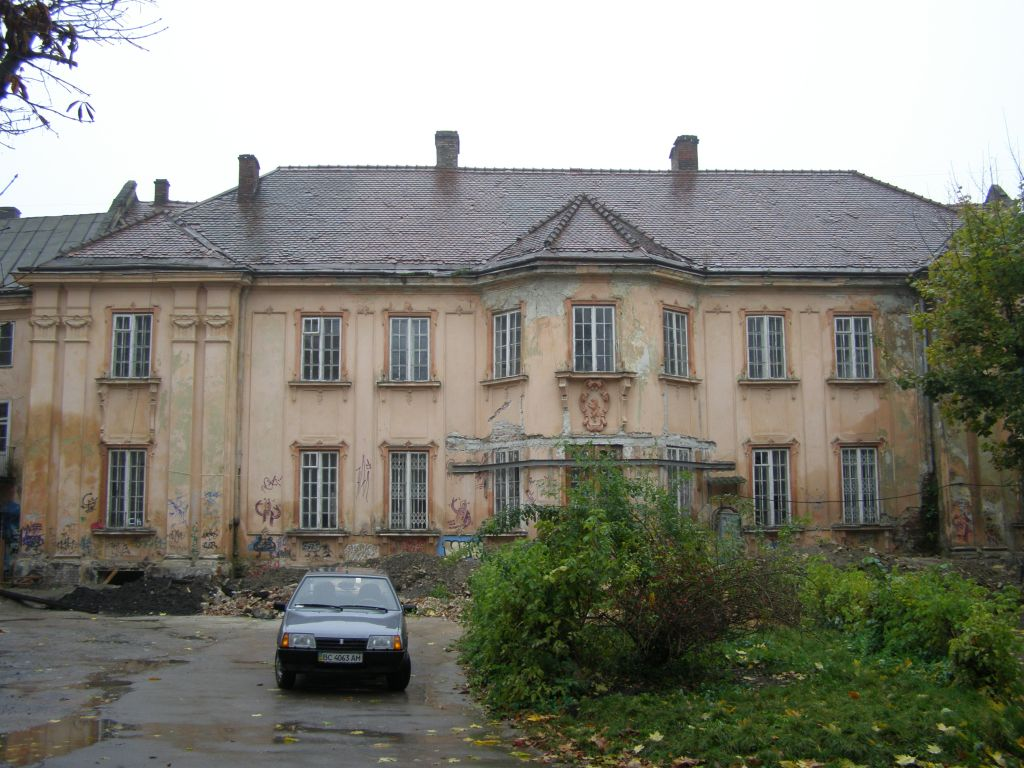
Палац станом на 2007 рік
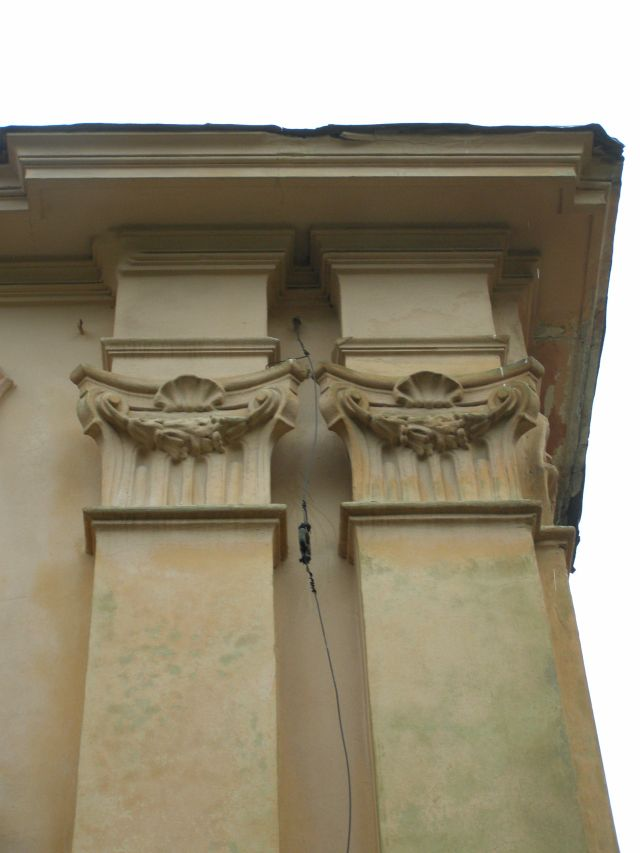
Капітелі

## Сучасний стан
Наразі будівля палацу перебуває в аварійному стані й потребує реставрації. У квітні 2021 року почались роботи з реставрації східного флігелю. За словами керівника відділу проєктно-кошторисної документації ЛНУ через загрозу обвалу було передбачено опрацювати документацію на протиаварійні роботи східного флігеля як невідкладні. Реставрація будівлі має відбутися за проєктом, який наразі корегується. Погодження отримав проєкт на протиаварійні роботи на частині східної офіцини палацу. Проєкту комплексної реставрації до обласного департаменту архітектури ще не надходило. Як стверджує керівник обласного осередку Українського товариства охорони пам'яток історії та культури, проводити будь-які комплексні роботи без фінального плану реставрації недоречно. Конкретні терміни майбутньої реставрації і її джерела фінансування наразі точно не відомі.